# Agnès de Castella
Agnès de Castella (abans de 1172? - després de 1204?), o també Agnès de Manzanedo, era parenta, potser neta, de Sança de Castella, Reina d'Aragó, i fou la segona esposa de Guillem VIII, Senyor de Montpeller.
Durant un sojorn a la cort d'Alfons el Cast, Guillem VIII caigué perdudament enamorat d'Agnès de Castella. Encara que Guillem estava ja casat amb Eudòxia Comnena, esposà Agnès a Barcelona el maig de 1187. Tot seguit d'aquest segon casament, el bisbe de Magalona i l'arquebisbe de Narbona l'excomunicaren el 1194, abans que la unió no fou anul·lada definitivament pel papa Celestí III. Quan Guillem VIII morí a Montpeller, el 1202, Eudòxia expirà en el seu retir de l'Abadia d'Aniana.
D'aquesta unió van néixer 2 noies i 7 nois. Heus aquí la llista, per ordre de successió, tal com són esmentats al testament de Guillem VIII:
1. Guillem IX de Montpeller.
2. Tomàs.
3. Raimon, religiós.
4. Bernat, religiós.
5. Guiu, religiós, que desenvoluparà de manera important l'Escola de Medecina de Montpeller.
6. Borgundió.
7. Gaucelin de Lunèl.
8. Gagnez.
9. Adelais.

El 1202, Guillem esdevingué Senyor de Montpeller, però el 1204, la seva germanastra gran Maria de Montpeller es casà en terceres núpcies amb Pere el Catòlic i fou promoguda, amb l'ajut dels burgesos de la vila, Senyora de Montpeller. D'aquest fet, Agnès i els seus fills foren expulsats de Montpeller. Agnès es refugià llavors a Pesenàs i per aquestes dates es perd la pista de Guillem IX, que morirà poc després.